# Ebmatingen
Ebmatingen är en ort i kommunen Maur i kantonen Zürich i Schweiz. Den ligger cirka 8 kilometer sydost om centrala Zürich. Orten har 2 815 invånare (2021).